# Buta Airways

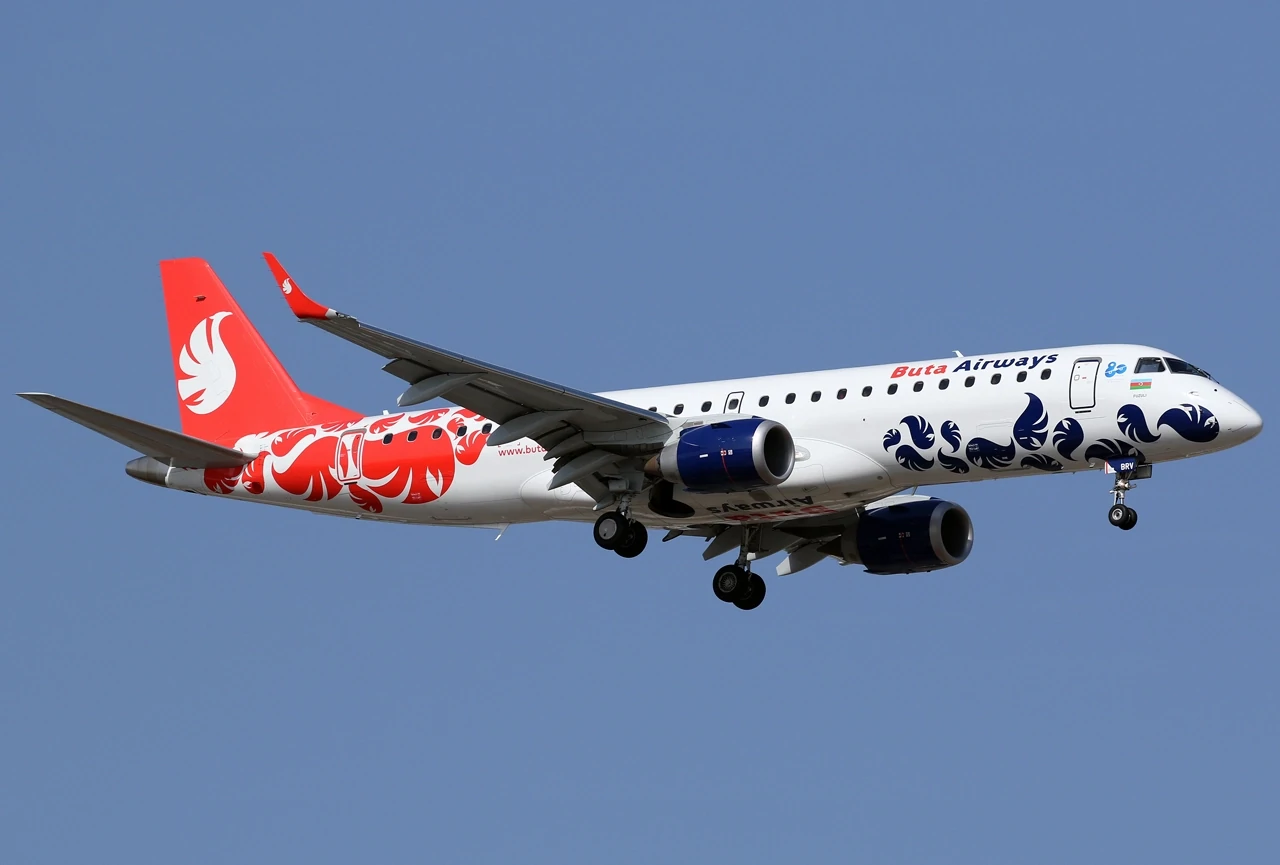
Embraer 190 заходит на посадку в аэропорту Антальи 27 мая 2018 года

Buta Airways — азербайджанская бюджетная авиакомпания, структурное подразделение в составе ЗАО «Азербайджанские Авиалинии», базируется в бакинском аэропорту Гейдар Алиев.

## История
28 марта 2016 года было образовано низкобюджетное подразделение «AZAL» под названием «AZALJET»
В декабре 2016 года на заседании Правления ЗАО «Азербайджанские Авиалинии» («AZAL») было принято решение о создании в Азербайджане низкобюджетного перевозчика «Buta Airways».
2 июня 2017 года были представлены логотип и ливрея авиакомпании. Логотип «Buta Airways» объединяет в себе символику мифологической священной птицы Симург, представленной в форме азербайджанского орнамента буты.
В июле 2017 стало известно о прекращении продаж билетов на рейсы «AZALJET» из-за предстоящей реорганизации авиакомпании и смены названия. Бренд AZALJET прекратил свое существование.
Авиакомпания сменила наименование на «Buta Airways».
1 сентября 2017 года «Buta Airways» выполнила первый рейс.
В 2018 году ожидалось, что авиакомпания станет рентабельной. В 2019 году авиакомпания не являлась убыточной, однако, прибыль была невысокой.
Минимальный тариф «Buta Airways» на всех направлениях — 29 евро.

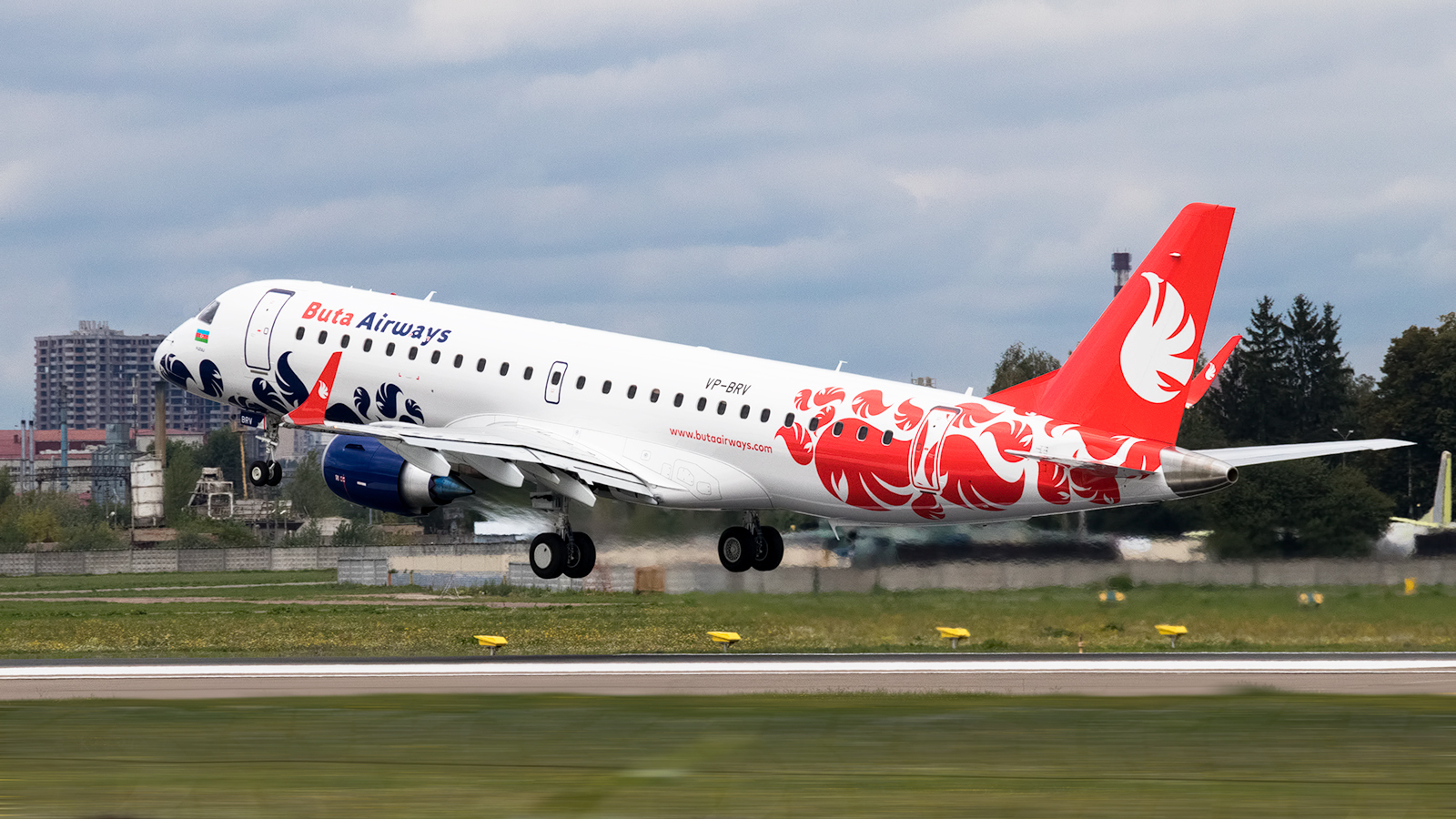
Самолет авиакомпании Buta Airways Embraer 190 взлетает в Киевском аэропорту

## Флот
Флот авиакомпании включает самолёты Embraer 190. В 2017 году флот состоял из 6 самолётов. В сентябре 2018 года авиакомпания получила седьмой самолёт, в конце 2018 года восьмой.
На декабрь 2020 года в флот «Buta Airways» состоит из 8 самолетов.

## Пункты назначения
В апреле 2019 года авиакомпания выполняла прямые рейсы по 14 направлениям. Планируется увеличить маршрутной сети до 17 пунктов.

## Статистика
За 2021 год перевезено 250 тыс. пассажиров.